# Notanthidium rudolphi
Notanthidium rudolphi là một loài Hymenoptera trong họ Megachilidae. Loài này được Ruiz mô tả khoa học năm 1938.